# FC 신니크 야로슬라블
FC 신니크 야로슬라블(러시아어: Футбольный клуб «Шинник» Ярославль)은 러시아 퍼스트 리그에 소속되어 있는 축구 클럽으로 1957년에 창단되었으며 연고지는 모스크바주와 북으로 인접한 야로슬라블주의 주도인 야로슬라블이다.
2007시즌에 러시아 1부 리그를 우승하면서 강등된 지 한 시즌 만에 다시 승격하였다. 클럽의 리그 최고 성적은 1997시즌의 리그 4위이다.

## 역대 성적
- 러시아 1부 리그 : 2

2001, 2007

## 선수 명단

### 현역
참고: FIFA 자격 규정에 따라 소속된 국가대표팀 국기를 표시합니다. 선수는 복수의 FIFA 비회원국 국적을 가지고 있을 수 있습니다.
| 번호 | 포지션 | 국적 | 이름 |
| ---- | ------ | ---- | ---- |

| 번호 | 포지션 | 국적 | 이름 |
| ---- | ------ | ---- | ---- |

## 역대 감독
| 감독        | 임기 |
| ----------- | ---- |
| 이고리 네토 | 1968 |